# اوراگایو
اوراگایو (به لاتین: Ouragahio) یک منطقهٔ مسکونی در ساحل عاج است که در ناحیه گه-جیبوا واقع شده‌است. اوراگایو ۳۶٬۳۶۴ نفر جمعیت دارد.